# KM/SSW Typ EL3
Die elektrischen Tagebaulokomotiven KM/SSW Typ EL3 wurden bei Krauss-Maffei (KM) und den Siemens-Schuckertwerken 1959 in fünf Exemplaren gefertigt. Sie erhielten vom Hersteller KM die Bezeichnung EL 3.
Die Lokomotiven sind eine Weiterentwicklung der Henschel/SSW EL 4 und eine Ergänzung für die  EL 10. Die Lokomotiven wurden bis 1993 im Helmstedter Braunkohlerevier eingesetzt und danach ausgemustert und verschrottet.

## Geschichte
Mit diesen Lokomotiven kehrten die Helmstedter Kohlebahnen wieder zu vierachsigen Lokomotiven zurück. Für die Kohlefahrten konnten die vierachsigen Lokomotiven in Doppeltraktion verwenden, für geringere Lasten konnte eine Lokomotive eingespart werden. KM baute die Lokomotiven als EL 3, SSW bezeichnete sie als 760 kW.
Bei Doppeltraktion mussten die Lokomotiven jeweils vom vorderen sowie vom hinteren Führerstand bedienbar sein. Dafür waren die Lokomotiven mit Steuerleitungen an den Stirnseiten miteinander verbunden. Sie hatten für die Steuerung durch die Seitenstromabnehmer eine zusätzliche Steuerleitung, da die Betätigung derselben vom Führerstand der bedienenden Lok nach wie vor mechanisch geschah. Bei Ausfall eines Motors einer Lok konnte die betreffende Maschine abgeschaltet werden.
Die Lokomotiven versahen während des gesamten Betriebes der Helmstedter Kohlewerke ihren Dienst sowohl in Doppeltraktion mit bis zu Zehn-Wagen-Zügen als auch in Einzeltraktion mit Abraumzügen bis sechs Wagen bis zum Ende des Kohlefahrbetriebes 1993.
Die Lokomotiven wurden nach dem Ende des Kohlefahrbetriebes bei den BKB verschrottet.

## Technik
Die Lokomotiven hatten ein tief liegendes Führerhaus und zwei flachen Vorbauten. Der mechanische Teil war eine Nietkonstruktion mit Mittelpufferkupplungen, die an den Drehgestellen befestigt waren. Das Führerhaus war für den Betrieb bei den Baggern sehr tief heruntergezogen und hatte einen Kontroller mit waagerecht angeordnetem Fahrschalter. Die Befehle erfolgten über eine elektropneumatische Schützensteuerung für die Steuerung bei Gespannfahrt. Das betraf auch die Steuerung der Stromabnehmer, die hier elektropneumatisch ausgeführt war. War nicht genügend Druckluft vorhanden, musste mit einer Handpumpe die Druckluft erzeugt werden. Die Vorbauten waren sehr flach und trugen die zwei Haupt- und die vier Seiten-Stromabnehmer in schräger Form. Sie besaßen zwei Lüfter mit je zwei Luftschächten für die Kühlung der Fahrmotoren und der elektrischen Anlage, einen ziemlich nah am Führerhaus gelegenen Luftverdichter und die elektrische Ausrüstung.
Die Antriebsmotoren in Tatzlagerbauart waren fremdbelüftet. Für die Abfederung der Achsen, Drehgestelle und der Zugeinrichtung wurden bei den Loks wartungsarme Gummifedern, die sogenannte Krauss-Maffei-Gummifederung für die direkte Federung verwendet.
Die elektrische Ausrüstung stammte von SSW und bestand aus Gleichstromtechnik, wo über die elektrische Spannung von der Fahrleitung über den zentral gelegenen Nockenfahrschalter mit der Widerstandssteuerung die elektrischen Fahrmotoren angetrieben wurden, die als Reihenschlussmaschinen ausgeführt waren. Die Steuer- und Beleuchtungsspannung betrug 24 V für die Steuerung der Fahr- und Bremsschütze. Unter der Steuerung war der Fahrtrichtung-Wendeschalter in einen großen Kasten untergebracht.